# Eleanor Albert Bliss
Eleanor Albert Bliss (* 16. Dezember 1899 in Jamestown (Rhode Island), Vereinigte Staaten; † 27. Juni 1987 in Bryn Mawr, Pennsylvania, Vereinigte Staaten) war eine US-amerikanische Bakteriologin und Hochschullehrerin. Sie wurde 1939 Professorin für Medizin an der Johns Hopkins University in Baltimore und 1952 Dekanin der Graduiertenschule und Biologieprofessorin am Bryn Mawr College. Sie arbeitete mit Perrin H. Long an der Einführung von Sulfanilamid in den USA.

## Leben und Werk
Bliss war eine von zwei Töchtern von William Julian Albert Bliss und Edith Grantham West Bliss. Sie wuchs in Baltimore auf und besuchte das Bryn Mawr College, wo sie 1921 ihren Bachelor of Science erhielt. Anschließend studierte sie an der Johns Hopkins University, wo sie 1925 promovierte. Anschließend wurde sie Mitglied der Fakultät der Hopkins University als Fellow für Medizin.

## Forschung
Sie forschte dort zu Grippe und Keuchhusten und wandte ihre Untersuchungen dann der Bekämpfung von Streptokokkeninfektionen zu. 1934 isolierten sie und Long beta-hämolysierende Streptokokken, die als Lancefield-Gruppe F klassifiziert wurden.

### Sulfonamide

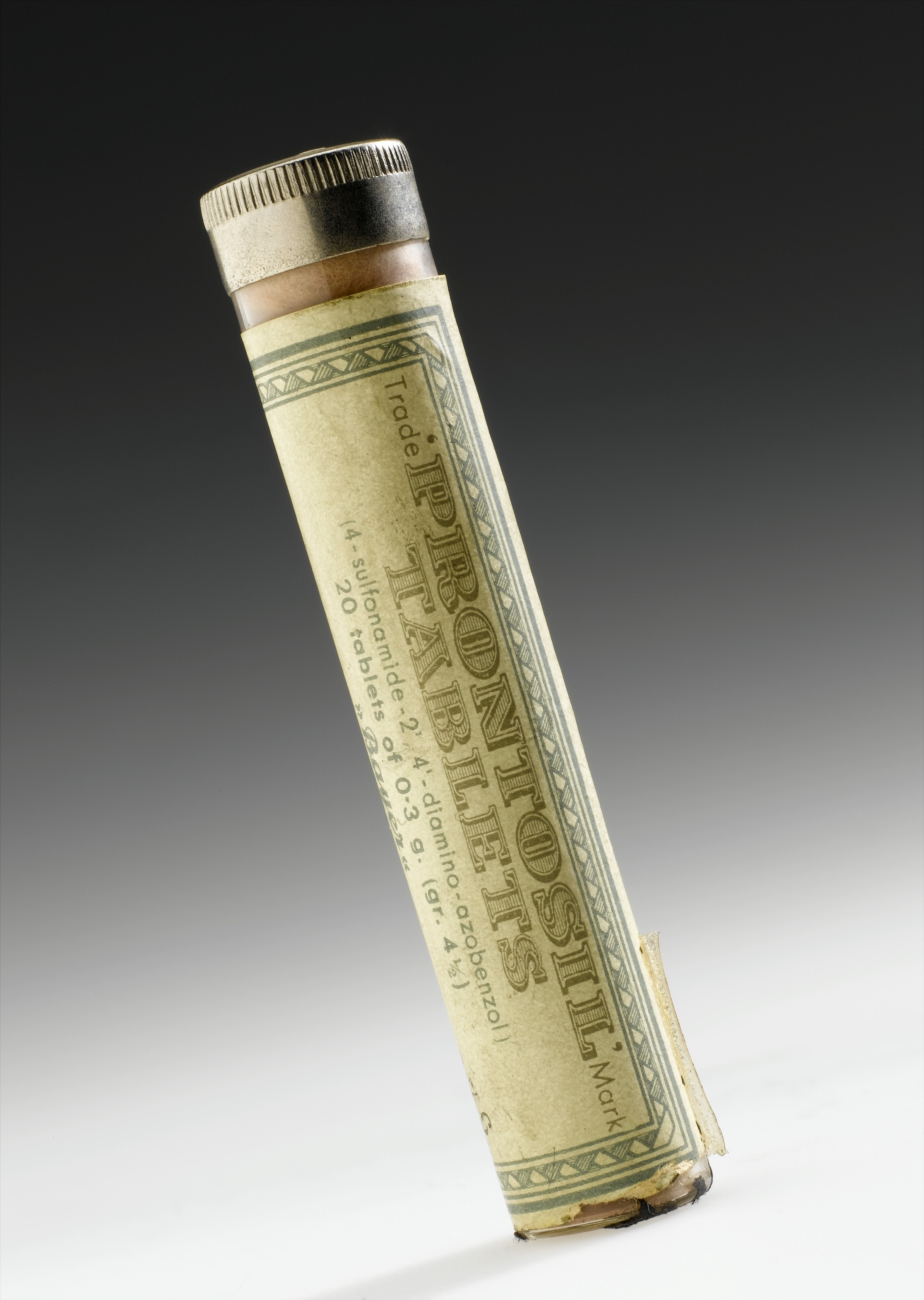
Röhrchen mit Prontosil-Tabletten, Deutschland, 1935–1950

Im Juli 1936 reiste sie nach London und nahm am Zweiten Internationalen Kongress für Mikrobiologie teil. Dort erfuhr sie von Leonard Colebrooks erster klinischer Studie zur Behandlung von hämolysierenden Streptokokken mit dem neu entwickelten Sulfonamid Prontosil. Colebrooks Forschung bewies, dass Prontosil das erste synthetische Medikament war, das eine Reihe bakterieller Infektionen beim Menschen wirksam behandelte und eine besonders starke Reaktion auf Streptokokkeninfektionen hervorrief. Bliss und Long forderten sofort Proben von Prontosil für ihre eigenen Forschungen an und behandelten im September desselben Jahres bereits ein siebenjähriges Mädchen erfolgreich gegen Erysipel, eine Streptokokkeninfektion der Haut und oberflächlichen Lymphgefäße, mit p-Aminobenzolsulfonamid.
Im November 1936 präsentierten Bliss und Long ihre vorläufigen Ergebnisse auf der Tagung der Southern Medical Association in Baltimore. Im Dezember gelang dem Team die erste erfolgreiche Behandlung einer durch Streptokokken verursachten Meningitis, bei der zuvor eine Sterblichkeitsrate von fast 100 % festgestellt worden war. Einige Tage wurde auch der Sohn des Präsidenten, Franklin Delano Roosevelt junior, mithilfe einer auf den Erkenntnissen von Bliss und Long basierenden Behandlung von einer tödlichen Streptokokkeninfektion geheilt. Innerhalb weniger Monate wurde in mehreren klinischen Studien die Wirksamkeit des Medikaments gegen ein breites Spektrum von Infektionen nachgewiesen.
Im darauffolgenden Jahr setzte sich Bliss für den ordnungsgemäßen Einsatz von Sulfanilamid ein, nachdem das Pharmaunternehmen SE Massengill Company ein Elixier Sulfanilamid produziert hatte, das giftiges Diethylenglykol enthielt, was zu der Sulfanilamid-Katastrophe in 15 Staaten zu mindestens 100 Todesfällen führte. Daraufhin erfolgte der Federal Food, Drug, and Cosmetic Act von 1938, der strengere Sicherheitsstandards für die Herstellung und den Verkauf von Medikamenten festlegte.
Während des Zweiten Weltkriegs wurde die Bedeutung von Bliss Arbeit deutlich. Sulfonamide wurden auf den Schlachtfeldern und in Militärkrankenhäusern häufig zur Behandlung und Vorbeugung von Infektionen eingesetzt und waren Teil der Standardausrüstung für Erste-Hilfe-Sets. Gegen Kriegsende fungierte Bliss als Beraterin des US Army Chemical Corps für die Abwehr biologischer Waffen.
Bliss war bis 1952 an der Johns Hopkins University tätig und kehrte dann als Professorin für Biologie und Dekanin der Graduiertenausbildung an das Bryn Mawr College zurück. Dort war sie bis zu ihrer Pensionierung im Jahr 1966 tätig.

## Anerkennung
Die Johns Hopkins Bloomberg School of Public Health verleiht das Eleanor Bliss Honorary Fellowship seit 1989 jedes Jahr an einen verdienten Doktoranden der W. Harry Feinstone-Abteilung für Molekularbiologie und Immunologie.

## Veröffentlichungen (Auswahl)
- mit Perrin H. Long: Studies Upon Minute Hemolytic Streptococci: I. The Isolation and Cultural Characteristics of Minute Beta Hemolytic Streptococci. Journal of Experimental Medicine 60, no. 5, S. 619–31.
- mit Perrin H. Long: The Clinical and Experimental Use of Sulfanilamide, Sulfapyridine and Allied Compounds. Literary Licensing, LLC, 2012, ISBN 978-1-258-41000-1.